# 듀럼밀
듀럼밀(또는 마카로니밀, Durum)은 오늘날 가장 널리 소비되는 밀 종류 중 하나이다. 야생 밀이 경작되기 시작하면서 유럽 중부와 동쪽에서 기원전 7,000년 전부터 인류의 식량으로 사용된 것으로 알려져 있다. Durum은 라틴어로 딱딱하다는 것을 의미하는 것으로 밀 종류로는 가장 딱딱하다. 단백질과 글루텐 함유량이 다른 종에 비해서 상당히 높은 것이 특징이다.
듀럼 밀은 사배체 밀로서 28개의 염색체로 구성된다. 가을밀과 봄밀과는 성질이 다르다.
오늘날 재배되는 듀럼은 거의 대부분 호박 빛이 도는 종으로 다른 종류에 비해 색도 진하고 굵기나 크기도 크다. 때문에 호박 듀럼(amber durum)이라고 부르기도 한다. 노란 빛이 도는 배젖이 있기 때문에 파스타 면발도 노란 빛을 띤다. 방앗간에서 빻아지면 배젖이 낟알처럼 변한다. 낟알이 많이 함유된 듀럼 가루는 최고급 파스타와 빵가루용으로 사용된다.
특별히 강우량이 적은 지역에서도 잘 자라는 특성이 있다. 대개 벼에 비해 밀이 비가 없어도 잘 자라는 것으로 알려져 있지만 듀럼은 다른 밀보다도 강우량에 영향을 덜 받아 300-500mm의 강우량만 있어도 잘 자란다. 관개를 통해서 더 수확량을 늘릴 수는 있지만 이런 이유로 관개 시설을 많이 필요로 하지 않는다. 20세기 초에는 러시아에서 아주 널리 재배된 품종이다. 서아시아에서는 가장 중요한 식량 품종으로 떠오르고 있으며 밀이 상당히 많이 나는 지방임에도 서아시아에서 많이 나지 않는 관계로 전량 수입한다. 미국의 경우 애리조나나 뉴멕시코, 캘리포니아 사막 지대에서도 잘 자란다. 웨스트 앰버 듀럼이라는 종은 캐나다에서 나는 것으로 파스타 용으로 내수 공급되지만 일부 이탈리아로 수출된다.
중동과 아프리카 국가들은 제빵 절반 정도를 듀럼으로 생산하는 것으로 알려져 있다. 일부 밀가루는 수입을 하면서까지 충당하는데 유럽에서는 내수보다도 수출용으로 그 특성이 높아서 재배 자체에 신경을 쓰는 편이다.
듀럼 밀(durum wheat)은 주로 파스타를 만들 때 사용하는 특수한 품종으로 일반 밀 (common wheat)과 여러 가지 면에서 차이가 난다. 일반 밀이 강수량이 많고 온화한 기후에서 잘 자라는 반면, 듀럼 밀은 가뭄을 잘 견디고 경작 주기가 짧아 주로 지중해 지역과 같이 덥거나 건조한 기후에서 재배된다. 현재 전 세계 밀 생산량의 10% 정도를 차지하는데, 일부 제한적인 용도에도 불구하고 점차 생산량이 늘고 있다. 일반 밀로 만든 하얀 분말 형태의 밀가루는 빵을 비롯해 이스트를 넣어 발효시킨 제품들에 주로 사용되고, 듀럼 밀을 갈아 만든 거칠고 날카로운 입자 형태의 황갈색 세몰라는 파스타를 만드는데 적합하다. 이는 듀럼 밀이 글루텐을 많이 함유하고 있어 녹말 입자가 쉽게 파괴되기 어렵고 수분 흡수를 조절하며, 지나치게 부풀어 오르지 않아 파스타의 형태를 단단하게 유지하기 때문이다

## 같이 보기
- 세몰리나
- 프리케

## 참고 문헌
- A. H. D. Brown, O. H; Frankel, D. R; Marshall, J. T. The Use of Plant Genetic Resources. Cambridge University Press, 1989. ISBN 0521345847.
- Bushuk, W; Rasper, Vladimir F. Wheat: Production, Properties and Quality. Springer, 1994.
- Cohen, Daniel. Globalization and its enemies. MIT Press, 2006.
- Griggs, C. Wilfred; Amitai-Preiss, Reuven; Morgan, David. The Mongol Empire and Its Legacy. Brill, 2000.
- Kulp, Karel; Ponte, Joseph G. Handbook of Cereal Science and Technology, CRC Press, 2000.